# Serie Radeon 600
La serie AMD Radeon 600 es una serie de procesadores gráficos desarrollados por AMD. Sus tarjetas son renombramientos de escritorio y móviles de tarjetas GCN de la generación anterior, disponibles solo para OEM. La serie está dirigida al segmento de nivel de entrada y se lanzó el 13 de agosto de 2019.

## Productos

### Computadora de escritorio y portátil
- Los estándares de visualización admitidos en los modelos de escritorio son: DisplayPort 1.4a (HBR3), HDMI 2.0b, color HDR10.[3][4]
- Dual Link DVI también es compatible con Radeon RX 640.

| Modelo (Nombre en clave)   | Lanzamiento y Precio     | Arquitectura y Fab | Transistores y Tamaño del chip | Núcleo          | Núcleo      | Tasa de relleno | Tasa de relleno | Poder de procesamiento (GFLOPS) | Poder de procesamiento (GFLOPS) | Memoria     | Memoria             | Memoria      | Memoria               | TBP  | Interfaz del bus | Notas                 |
| Modelo (Nombre en clave)   | Lanzamiento y Precio     | Arquitectura y Fab | Transistores y Tamaño del chip | Config.         | Reloj (MHz) | Textura (GT/s)  | Píxel (GP/s)    | Simple                          | Doble                           | Tamaño (GB) | Tipo de bus y ancho | Reloj (MT/s) | Ancho de banda (GB/s) | TBP  | Interfaz del bus | Notas                 |
| -------------------------- | ------------------------ | ------------------ | ------------------------------ | --------------- | ----------- | --------------- | --------------- | ------------------------------- | ------------------------------- | ----------- | ------------------- | ------------ | --------------------- | ---- | ---------------- | --------------------- |
| Radeon 610 (Banks)         | 13 de agosto de 2019 OEM | GCN 1 TSMC 28HPM   | 6.9×108 56 mm2                 | 320:20:4 5 CU   | 1030        | 20.60           | 8.24            | 659.2                           | 41.20                           | 2 4         | GDDR5 64-bit        | 4500         | 36.0                  | 50 W | PCIe 3.0×8       | Solo portátil         |
| Radeon 620 (Polaris 24)    | 13 de agosto de 2019 OEM | GCN 3 TSMC 28HPM   | 1.55×109 125 mm2               | 320:20:8 5 CU   | 730 1024    | 17.52 24.58     | 5.84 8.19       | 560.6 786.4                     | 35.04 49.15                     | 2 4         | DDR3 64-bit         | 1800         | 14.4                  | 50 W | PCIe 3.0×8       | Solo portátil         |
| Radeon 620 (Polaris 24)    | 13 de agosto de 2019 OEM | GCN 3 TSMC 28HPM   | 1.55×109 125 mm2               | 384:24:8 6 CU   | 730 1024    | 17.52 24.58     | 5.84 8.19       | 560.6 786.4                     | 35.04 49.15                     | 2 4         | GDDR5 64-bit        | 4500         | 36.0                  | 50 W | PCIe 3.0×8       | Solo portátil         |
| Radeon 625 (Polaris 24)    | 13 de agosto de 2019 OEM | GCN 3 TSMC 28HPM   | 1.55×109 125 mm2               | 384:24:8 6 CU   | 730 1024    | 17.52 24.58     | 5.84 8.19       | 560.6 786.4                     | 35.04 49.15                     | 2 4         | GDDR5 64-bit        | 4500         | 36.0                  | 50 W | PCIe 3.0×8       | Solo portátil         |
| Radeon 630 (Polaris 23)    | 13 de agosto de 2019 OEM | GCN 4 GloFo 14LPP  | 2.2×109 103 mm2                | 512:32:8 8 CU   | 1082 1219   | 34.62 38.98     | 8.65 9.75       | 1,108 1,248                     | 69.24 78.01                     | 2 4         | GDDR5 64-bit        | 6000         | 48.0                  | 50 W | PCIe 3.0×8       | Escritorio y portátil |
| Radeon RX 640 (Polaris 23) | 13 de agosto de 2019 OEM | GCN 4 GloFo 14LPP  | 2.2×109 103 mm2                | 512:40:16 8 CU  | 1082 1287   | 43.28 51.48     | 17.31 20.59     | 1,385 1,647                     | 86.56 102.9                     | 2 4         | GDDR5 64-bit        | 7000         | 56.0                  | 50 W | PCIe 3.0×8       | Escritorio y portátil |
| Radeon RX 640 (Polaris 23) | 13 de agosto de 2019 OEM | GCN 4 GloFo 14LPP  | 2.2×109 103 mm2                | 640:40:16 10 CU | 1082 1287   | 43.28 51.48     | 17.31 20.59     | 1,385 1,647                     | 86.56 102.9                     | 2 4         | GDDR5 64-bit        | 7000         | 56.0                  | 50 W | PCIe 3.0×8       | Escritorio y portátil |

1. 1 2 3  Los valores de turbo (si están disponibles) se indican debajo del valor base en cursiva.
2. ↑  La tasa de relleno de texturas se calcula como el número de unidades de mapeo de texturas multiplicado por la velocidad del reloj del núcleo base (o impulso).
3. ↑  La tasa de relleno de píxeles se calcula como el número de unidades de salida de renderizado multiplicado por la velocidad de reloj del núcleo base (o impulso).
4. ↑  El rendimiento de precisión se calcula a partir de la velocidad del reloj central base (o impulso) en función de una operación FMA.
5. ↑  Modelo de sombreadores unificados: Unidad de mapeo de texturas: Unidad de salida de renderizado: Unidades de cómputo (CU)
6. ↑  El proceso FinFET 14LPP de 14 nm de GlobalFoundries es una segunda fuente de Samsung Electronics.